# تنگه بند بریده

آثار بجای مانده از راه باستانی ری - آمل

تنگه بند بریده به جا مانده بخشی از راه باستانی هراز در نزدیکی روستای وانا در منطقه امیری بخش لاریجان شهرستان آمل است که آثار باستانی مربوط به راه قدیم ری به آمل، شاهکار راهسازی ساسانی، در آن مشهود است. مهم‌ترین این آثار شامل دو دیواره مرتفع به صورت دو نیم ستون سنگ‌چین است که با ارتفاع زیادی نسبت به بستر رودخانه هراز ساخته شده‌اند. راه ساسانی هراز را کهن‌ترین جاده (به اضافه قدمت آثار در جاده هراز فعلی) در جهان می‌دانند. راه ساسانی بعدها به دستور ناصرالدین شاه قاجار مرمت شد.
ناصرالدین شاه در سفرنامه خود این آثار را باقی‌مانده از دوران اشکانی دانسته و برخی از محققین معاصر زمان ساخت آن‌ها را دوران ساسانی می‌دانند.